# 长淮卫镇
长淮卫镇，是中华人民共和国安徽省蚌埠市龙子湖区下辖的一个镇。

## 行政区划
长淮卫镇下辖以下地区：
合力社区、东站社区、东风村、南湾村、卫东村、长淮村、淮上村、陈郢村、余滩村、曹彭村、仇岗村、司马村、朝阳村、老山村、汪庙村、高郢村和淮光村。